# Trélazé
 Trélazé  es una comuna y población de Francia, en la región de Países del Loira, departamento de Maine y Loira, en el distrito de Angers y cantón de Angers- Trélazé.
Su población en el censo de 1999 era de 11.025 habitantes. Forma parte de la aglomeración urbana de Angers.
Está integrada en la Communauté d’agglomération Angers Loire Métropole .

## Historia
El sitio de Trélazé está ocupado desde la época romana como lo demuestran los restos encontrados en Cartigné. El nombre del lugar es atestiguado por la forma latinizada Trelaxiacus,[5] formado por topónimo galo o sufrijo -acum basado por galo- romana, que por lo general como el resultado una -é terminación en el oeste de Francia.
Trélazé se menciona como la parroquia en el siglo XII. En ese momento y hasta el final del Antiguo Régimen, su territorio se divide entre señoríos, seculares y eclesiásticas.

### El comienzo de la explotación de pizarra
A partir del siglo XV, la pizarra al cielo abierto que disfrutan de una buena reputación. El bolsillo de la carrera de neumáticos, la primera operación conocida en la región, abierto en 1406, seguido por el de Bouc Cornu en 1457. Producen una excelente pizarra elegido más tarde para cubrir, por ejemplo los techos del castillo de Chambord y del castillo de Montsoreau. Con los años, la excavación perreyeux al precio de duro trabajo, más de 30 carreras. Y aparecerá en la vena de la pizarra de la pizarra, motas y una cantera inundada ahora, ahora se llama "dinero viejo".
A finales del siglo XVII, 250 pizarra producen anualmente unos 5 millones de pizarras. En 1766, las granjas de Villechien La Paperie, el Aubiniere, La Noue, los diamantes ya emplean más de 600 trabajadores.
A través del Antiguo Régimen la extracción de pizarra se realiza manualmente mediante el conocimiento de un principio de especialización de los trabajadores "desde arriba" (superficie) y "desde abajo" (fondo): La piedra ascendió la espalda de un hombre con largas escaleras, acusados carving, cincel, áspera, laja, agua y residuos descargados desde la parte inferior con un brazo alrededor.

### Las canteras de pizarra en la era de la industrialización
En 1830, el advenimiento de la máquina de vapor permite a hundirse hasta 180 metros bajo tierra, pero los fondos son cada vez más peligroso. La instalación del gas en 1847 y la producción de la electricidad en 1878 para guiar la actividad de la explotación de la mina. Entonces aparece en el paisaje, castillete de Robert Field, Hermitage, Fresnaies, Monthibert, Grandes Azulejos, lo que requiere el trabajo de más de 3000 personas. Hoy Monthibert en Bourg y Fresnaies con las rampa modernas para conseguir las operaciones subterráneas (más de 400 metros).

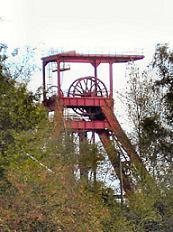
Le puits n.º 7 de Monthibert

A través de los siglos, carreras o perreyeux experimentaron una duras condiciones de trabajo, accidentes mutilantes y silicosis. Las condiciones de vida son precarias. Se necesitan muchos años de acción sindical bajo la dirección de Ludovic Ménard, en particular, en el 1947, el beneficio de la minería de la seguridad social y el estado de los menores de edad. Hasta mediados del siglo XIX, y después de pasar la Revolución sin grandes trastornos, Trélazé sigue siendo un gran pueblo mediados de trabajador campesino medio como esculturas retirados del mercado que flanquean la puerta principal del ayuntamiento. El desarrollo de la industria de la pizarra con sus nuevos métodos de operación, y el establecimiento de una fábrica de fósforos en 1864, exigen una nueva fuerza del trabajo. Los británicos, en particular, logran Trélazé.

### El Segundo Imperio
El Golpe de Estado en Francia de 1851 orquestado por Luis Napoleón Bonaparte pone fin a las reformas republicanas y democráticas. Este golpe lleva en toda Francia las insurrecciones populares. Una sociedad secreta del nombre Marianne fijado el objetivo de derrocar al régimen y restaurar una república democrática y social. En Anjou, la sociedad secreta recluta entre filassiers y la pizarra.
El 26 de agosto de 1855, cientos de trabajadores de Trélazé la revuelta pizarra. La revuelta estalló en la tarde del 26 de agosto en Saint-Barthélemy-d'Anjou. Quarrymen saquean la policía para tomar las armas. Entran en las afueras de Angers cantando la Marsellesa desafío contra Napoleón III y el Segundo Imperio. El movimiento está creciendo durante la noche y temprano por la mañana, más de 600 hombres con, a la cabeza, François Attibert un trabajador de la carrera marianniste al caminar en Angers. Alertado, la policía le espera de ellos con armas. La insurgencia se está acabando. No habrá ninguna víctima, pero llevaremos a cabo centenares de detenciones. Funcionarios Secrétain Jean-Marie, Joseph y François Pasquier Attibert fueron deportados a Cayena.
En junio de 1856, el Loira en la inundación causó rupturas levantadas de aguas arriba de la ciudad invasora de Trélazé en el Valle de Authion. Después, el agua vertida sobre el municipio de Trélazé al sumergir las canteras de la pizarra, matando a media docena de trabajadores y sitio de parada durante varios meses. A raíz de esta catástrofe, Napoleón III se desplazaron al lugar para "llevar consuelo a las víctimas" y tratar de restaurar su imagen empañada por la represión del movimiento de Marianne. El jefe de Estado se comprometió a la oportunidad de construir un ascensor ahora para proteger la ciudad de las inundaciones. Todavía existe y se llama "carretera de Napoleón".

### El final de la actividad de pizarra
Desde la década de 1960, la crisis está afectando a los dos centros industriales de la ciudad, donde el despido masivo de 250 pizarras que siguen trabajando en el día hoy, y el cierre de la fábrica de cerillas, a continuación, en primer lugar a nivel nacional en términos de producción.
El depósito está agotando, Imerys anunció en marzo de 2014 un plan social y el fin de la explotación.

## Demografía
| 9400 | 11 664 | 11 250 | 11 009 | 10 539 | 11 025 |
| Para los censos de 1962 a 1999 la población legal corresponde a la población sin duplicidades (Fuente: INSEE [Consultar]) |        |        |        |        |        |